# Beugró+
A Beugró+ a Neo FM bulvár jellegű beszélgetős és betelefonálós műsora. A műsorvezető – a Beugró című színházi improvizációs televíziós műsorhoz hasonlóan – Novák Péter, aki hétről hétre a sorozat más-más színészével beszélget. A betelefonálók a televíziós műsorból ismert rádióban is játszható játékait játszhatják nyereményekért. A műsor 2009. november 25-én indult, az adó indulása utáni első szerdán, kísérleti jelleggel. Szerdánként este nyolc és tíz óra között volt hallható. A kísérleti szakasz december 30-án ért véget, a folytatás január 20-án kezdődött, szerződés az év végéig volt az adóval, az utolsó adást 2010. december 30-án sugározták. A Beugró hatodik évadjának indulásakor (október 20.) a Beugró+ átkerült csütörtökre, mivel a Cool TV szerdánként sugározta az új epizódokat. A készítők eredetileg egy kisebb adóra szánták a produkciót, azonban végül a Neo FM ajánlatát választották. A műsor felelős szerkesztői Sós Dóra és Szerepi Hella voltak, a felelős producere Tamás György. A műsorvezetők a betelefonálók mellett a Facebookon is követték a rajongók üzeneteit, szeptembertől pedig közülük vendégszerkesztőket hívtak a műsorba.

## Adások

### Kísérleti szakasz
2009. november 25. – december 30.
| Sugárzás                             | Műsorvezetők                                | Játékok |
| ------------------------------------ | ------------------------------------------- | --- |
| 2009. november 25.                   | Novák Péter Szabó Győző                     | Bekérdező 1-2-3 (az 1-2-3-4 változata) |
| 2009. december 2.                    | Novák Péter Rudolf Péter                    | Váltóláz (interjú közben) Remek-remake (egy hír különböző stílusokban) Világvevő (Elfordítás néven) Folytassa hallgató!                                 |
| 2009. december 9.                    | Novák Péter Oroszlán Szonja                 | Váltóláz (interjú közben) Bedúdoló Folytassa hallgató! Beéneklő                                                                                         |
| 2009. december 16.                   | Novák Péter Pokorny Lia Kálloy Molnár Péter | Folytassa hallgató! Elfordítás (dalfordítás) Bedúdoló                                                                                                   |
| 2009. december 23. karácsonyi szám   | Novák Péter Szabó Győző                     | Igaz-hamis Bemesélő (név nélkül – mese) Váltóláz (hallgatói interjú) Folytassa hallgató! Világvevő (Elfordítás néven) Bedúdoló                          |
| 2009. december 30. szilveszteri szám | Novák Péter Kálloy Molnár Péter             | Igaz-hamis Vers DJ Bedúdoló Elfordítás (interjú szinkronizálása) Váltóláz (Tanár úr kérem) Bemesélő (Zűrös nap néven – szilveszter) Folytassa hallgató! |

### 2010
| Sugárzás                                | Műsorvezetők                               | Játékok                                                                                               | Interjúalanyok                                   |
| --------------------------------------- | ------------------------------------------ | --- | ------------------------------------------------ |
| 2010. január 20.                        | Novák Péter Fenyő Iván                     | Igaz-hamis Váltóláz (interjú közben) Világvevő Folytassa hallgató! Bemesélő                           | Bakács Tibor Bányai Gábor                        |
| 2010. január 27.                        | Novák Péter Janklovics Péter Kovács Róbert | Bekérdező Szájkarate Bemesélő Folytassa hallgató!                                                     | Kaci Simon Poós Zoltán                           |
| 2010. február 3.                        | Novák Péter Debreczeny Csaba               | Váltóláz (interjú közben) Igaz-hamis Beszereplő Elfordítás (dalfordítás) Folytassa hallgató! Bedúdoló |                                                  |
| 2010. február 10.                       | Novák Péter Oroszlán Szonja                | Igaz-hamis Diavetítő Beszereplő Folytassa hallgató! Bedúdoló                                          | Tompos Kátya Orsós László Jakab                  |
| 2010. február 17.                       | Novák Péter Kálloy Molnár Péter            | Bemondás Váltóláz (interjú közben) Igaz-hamis Bemesélő+ Diavetítő Folytassa hallgató! Bedúdoló        | Szikszai Rémusz Hrutka Róbert                    |
| 2010. február 24.                       | Novák Péter Rudolf Péter                   | |                                                  |
| 2010. március 3.                        | Novák Péter Kálloy Molnár Péter            | |                                                  |
| 2010. március 10. Best Of               | Novák Péter korábbi vendégek               | |                                                  |
| 2010. március 17.                       | Novák Péter Pokorny Lia                    | |                                                  |
| 2010. március 24. (Föld órája)          | Novák Péter Szabó Győző                    | Bemondás Igaz-hamis Beszereplő Világvevő Diavetítő Bemesélő                                           | László (Petőfi for President) Szomolányi Katalin |
| 2010. március 31. bolondok napja        | Novák Péter Kálloy Molnár Péter            | Befőző Fesztivál Diavetítő Folytassa hallgató! Beszereplő Telefonközpont                              | Péter Hilda Kalmár András                        |
| 2010. április 7. Centrál Színház        |                                            | |                                                  |
| 2010. április 14.                       | Novák Péter Szabó Győző                    | |                                                  |
| 2010. április 21.                       | Novák Péter Rudolf Péter                   | |                                                  |
| 2010. április 28.                       | Novák Péter Debreczeny Csaba               | |                                                  |
| 2010. május 5.                          | Novák Péter Szabó Győző                    | |                                                  |
| 2010. május 12.                         | Novák Péter Pokorny Lia                    | |                                                  |
| 2010. május 19.                         | Novák Péter Rudolf Péter                   | |                                                  |
| 2010. május 26.                         | Novák Péter Kálloy Molnár Péter            | |                                                  |
| 2010. június 2.                         | Novák Péter Szabó Győző                    | |                                                  |
| 2010. június 9.                         | Jankovics Péter Debreczeny Csaba           | |                                                  |
| 2010. június 16.                        | Novák Péter Hajós András                   | |                                                  |
| 2010. június 23.                        | Jankovics Péter Kálloy Molnár Péter        | |                                                  |
| 2010. július 14. Best Of                | Novák Péter korábbi vendégek               | |                                                  |
| 2010. július 21.                        | Novák Péter Debreczeny Csaba               | |                                                  |
| 2010. július 28. Művészetek Völgye 2010 | Novák Péter                                | |                                                  |
| 2010. augusztus 4. év bénázásai         | Novák Péter korábbi vendégek               | |                                                  |
| 2010. augusztus 11. Sziget Fesztivál    | Novák Péter Debreczeny Csaba               | |                                                  |
| 2010. augusztus 18.                     | Novák Péter Pokorny Lia                    | |                                                  |
| 2010. augusztus 25.                     | Kálloy Molnár Péter Szabó Győző            | |                                                  |
| 2010. szeptember 1.                     | Novák Péter Kálloy Molnár Péter            | |                                                  |
| 2010. szeptember 8.                     | Novák Péter Debreczeny Csaba               | |                                                  |
| 2010. szeptember 15.                    | Novák Péter Rudolf Péter                   | |                                                  |
| 2010. szeptember 22.                    | Novák Péter Pokorny Lia                    | |                                                  |
| 2010. szeptember 29.                    | Novák Péter Debreczeny Csaba               | |                                                  |
| 2010. október 6.                        | Novák Péter Kálloy Molnár Péter            | |                                                  |
| 2010. október 13.                       | Novák Péter Szabó Győző                    | |                                                  |
| 2010. október 21.                       | Novák Péter Fenyő Iván                     | |                                                  |
| 2010. október 28.                       | Novák Péter Rudolf Péter                   | |                                                  |
| 2010. november 4.                       | Novák Péter Kálloy Molnár Péter            | |                                                  |
| 2010. november 11.                      | Novák Péter Debreczeny Csaba               | |                                                  |
| 2010. november 18.                      | Kovács Róbert Szabó Győző                  | |                                                  |
| 2010. november 25.                      | Novák Péter Pokorny Lia                    | |                                                  |
| 2010. december 2.                       | Novák Péter                                | |                                                  |
| 2010. december 9.                       | Novák Péter Kálloy Molnár Péter            | |                                                  |
| 2010. december 16.                      | Novák Péter Szabó Győző                    | |                                                  |
| 2010. december 23.                      | Novák Péter Debreczeny Csaba               | |                                                  |
| 2010. december 30.                      | Novák Péter Pokorny Lia                    | |                                                  |

## Játékok
A műsorban a televíziós sorozat játékain kívül eredeti játékok is megjelentek:

### Bedúdoló
A színész egy dalt dúdol, amit a betelefonálónak fel kell ismernie.

### Beéneklő
Eredetileg a színész és a műsorvezető énekelve folytattak beszélgetést. A további előfordulásakor a Bedúdoló szinonimájaként használták.

### Befőző
A színésznek kitalált ételnevekhez kell hátteret – összetevőket, elkészítési módot, történetet – improvizálnia.

### Bemesélő
A Zűrös nap rádiós változata. A színész egy történetet kezd el mesélni, a hallgató feladata azt folytatni. A hallgató után ismét a színész veszi föl a fonalat, kit egy újabb hallgató követ, és így tovább.

### Bemondás
A hallgatóknak SMS-ben vagy a Facebookon kell egy elkezdett szólást, közmondást vagy szállóigét humoros vagy meglepő módon kiegészíteni.

### Beszereplő
A színész egyik szerepéből egy ismertebb részletet idéz, melyet egy ponton félbehagy. A telefonáló feladata ennek folytatása.

### Diavetítő
Ebben a játékban (más néven a Diafilmben a színész egy ismert film egyik filmkockáját írja le, ami alapján a betelefonálónak fel kell ismernie azt.

### Fesztivál
A színész feladata, hogy különböző zenei és előadói stílusokban improvizáljon a műsorvezető utasításai alapján.

### Folytassa hallgató!
A színész adott stílusban felolvas egy dalszöveget. A betelefonáló feladata az előadó megfejtése, illetve a dalszöveg folytatása.

### Igaz-hamis
A műsorvezető öt kérdésére felelve a színész öt vagy hat történetet mesél el, melyekből azonban csak egy igaz. A hallgató feladata kitalálni melyik.

### Szájkarate
A szereplőknek verbálisan kell megküzdeniük egymással.

### Telefonközpont
Telefonbeszélgetést improvizál a színész a műsorvezető által megadott témában, személyekkel.

### Vers DJ
Versrészletek olvas fel a színész, a betelefonáló feladata kitalálni a szerzőt és a címet.

### Világvevő
A színész feladata különböző nyelvű rádiók különböző adásainak imitálása.

### Nem megvalósult
Zsebkérdés: A színésznek a Zsebszöveghez hasonlóan kell a hallgatók küldte kérdéseket feltennie a betelefonálónak, aki feladata ezeket értelmes módon összefüggő interjúvá alakítania.